# Lijst van nummer 1-hits in Zweden in 2019
Deze hits stonden in 2019 op nummer 1 in de Sverigetopplistan Single Top 100, de bekendste hitlijst in Zweden.
| Datum        | Artiest                       | Titel             |
| ------------ | ----------------------------- | ----------------- |
| 4 januari    | Lady Gaga & Bradley Cooper    | Shallow           |
| 11 januari   | Lady Gaga & Bradley Cooper    | Shallow           |
| 18 januari   | Lady Gaga & Bradley Cooper    | Shallow           |
| 25 januari   | Ariana Grande                 | 7 rings           |
| 1 februari   | Ariana Grande                 | 7 rings           |
| 8 februari   | Billie Eilish                 | Bury a friend     |
| 15 februari  | Einár                         | Katten i trakten  |
| 22 februari  | Einár                         | Katten i trakten  |
| 1 maart      | Einár                         | Katten i trakten  |
| 8 maart      | John Lundvik                  | Too late for love |
| 15 maart     | John Lundvik                  | Too late for love |
| 22 maart     | John Lundvik                  | Too late for love |
| 29 maart     | John Lundvik                  | Too late for love |
| 5 april      | Hov1                          | Vindar på Mars    |
| 12 april     | Avicii & Aloe Blacc           | SOS               |
| 19 april     | Avicii & Aloe Blacc           | SOS               |
| 26 april     | Avicii & Aloe Blacc           | SOS               |
| 3 mei        | Avicii & Aloe Blacc           | SOS               |
| 10 mei       | Avicii & Aloe Blacc           | SOS               |
| 17 mei       | Ed Sheeran & Justin Bieber    | I don't care      |
| 24 mei       | Hov1 & Veronica Maggio        | Hornstullsstrand  |
| 31 mei       | Ed Sheeran & Justin Bieber    | I don't care      |
| 7 juni       | Ed Sheeran & Justin Bieber    | I don't care      |
| 14 juni      | Einár                         | Första klass      |
| 21 juni      | Einár                         | Första klass      |
| 28 juni      | Ed Sheeran & Justin Bieber    | I don't care      |
| 5 juli       | Shawn Mendes & Camila Cabello | Señorita          |
| 12 juli      | Shawn Mendes & Camila Cabello | Señorita          |
| 19 juli      | Shawn Mendes & Camila Cabello | Señorita          |
| 26 juli      | Shawn Mendes & Camila Cabello | Señorita          |
| 2 augustus   | Shawn Mendes & Camila Cabello | Señorita          |
| 9 augustus   | Tones and I                   | Dance monkey      |
| 16 augustus  | Tones and I                   | Dance monkey      |
| 23 augustus  | Tones and I                   | Dance monkey      |
| 30 augustus  | Einár                         | Nu vi skiner      |
| 6 september  | Tones and I                   | Dance monkey      |
| 13 september | Dree Low                      | Pippi             |
| 20 september | Dree Low                      | Pippi             |
| 27 september | Dree Low                      | Pippi             |
| 4 oktober    | Dree Low                      | Pippi             |
| 11 oktober   | Dree Low                      | Pippi             |
| 18 oktober   | Tones and I                   | Dance monkey      |
| 25 oktober   | Tones and I                   | Dance monkey      |
| 1 november   | Tones and I                   | Dance monkey      |
| 8 november   | Tones and I                   | Dance monkey      |
| 15 november  | Miss Li                       | Liv nu dö sen     |
| 22 november  | Miss Li                       | Liv nu dö sen     |
| 29 november  | Miss Li                       | Liv nu dö sen     |
| 6 december   | Miss Li                       | Liv nu dö sen     |
| 13 december  | Tones and I                   | Dance monkey      |
| 20 december  | Yasin & Dree Low              | XO                |
| 27 december  | Wham!                         | Last Christmas    |